# 张奂

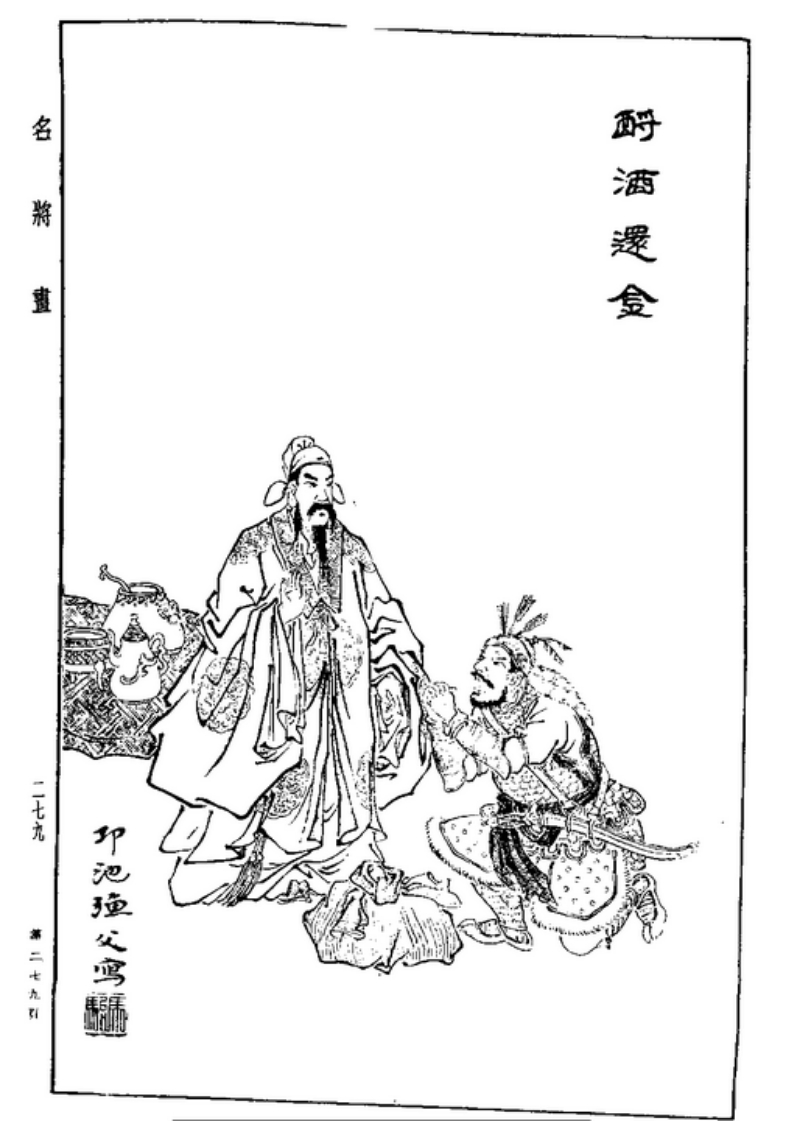
張奐酹酒還金

张奂（104年—181年），字然明，敦煌郡渊泉人，东汉名将。与段熲、皇甫规并称“凉州三明”。

## 生平
少年到三辅求学，学识超群，拜为议郎。
155年，任安定属国都尉，平定南匈奴叛乱，遷护匈奴中郎將。
156年，鮮卑檀石槐率三四千騎寇雲中，朔方烏桓與南匈奴休著屠各也一起叛乱，張奐率步騎二萬，廣宣方略，大破鮮卑，又潛誘降烏桓，遂使斬屠各渠帥，襲破其眾，南匈奴諸部悉降。
158年，领南匈奴攻打鲜卑，斬首二百級。
159年，梁冀被杀，张奂因为是梁冀的故吏，被免官。后来为武威郡太守。
163年，皇甫規上書推薦张奂为度辽将军，漢桓帝同意张奂出任度辽将军。
166年，为大司农。鲜卑、匈奴听说张奂离职，再入边，张奂再次担任护匈奴中郎將，安定北方边境，降南匈奴、烏桓，鮮卑出塞去。
167年，平定东羌、先零羌，朝廷的赏赐张奂都拒绝，只希望能将户籍迁往弘农郡华阴县。朝廷允许。
168年，张奂回到朝廷，因為剛剛回來，并不知曹节圖謀殺死大将军窦武，被曹節所骗，曹節下令张奂帶兵围窦太后父大将军窦武府，窦武自杀。窦太后失势被幽禁。张奂为少府、大司农，封侯。张奂痛恨被曹节利用，坚辞不受。多次试图释放窦太后不果。张奂上书汉灵帝举荐李膺，被曹节下狱。之后，回乡，闭门授徒。

## 軼事
張奐早年有志節，和士大夫為友，並說道：「大丈夫處世，當為國家立功邊境。」之後當了將帥，果然立下功名，也為自身手下軍司馬董卓羨慕，董卓因此派哥哥董擢送上一百匹絲絹作為謝禮，然而張奐討厭董卓為人，堅持拒絕董卓的送禮。
張奐擔任太常時，酒泉人趙君安為豪強李壽殺害，君安女兒趙娥為了替父報仇，殺了李壽去官府自首的事情轟動一時。張奐聽了之後也賞賜一百匹帛給趙娥。
酹酒还献：后汉张奂，为安定属国都尉。有羌人献金、马者，奂召主簿张祁入，于羌前，以酒酹地曰：“使马如羊，不以入厩；使金如粟，不以入怀。”悉以还之，威化大行。

## 评价
- 范晔《后汉书》：“自鄛乡之封，中官世盛，暴恣数十年间，四海之内，莫不切齿愤盈，愿投兵于其族。陈蕃、窦武奋义草谋，征会天下，名士有识所共闻也，而张奂见欺竖子，扬戈以断忠烈。虽恨毒在心，辞爵谢咎。《诗》云：‘啜其泣矣，何嗟及矣！’”“山西多猛，三明俪踪。戎骖纠结，尘斥河、潼。规、奂审策，亟遏嚣凶。文会志比，更相为容。段追两狄，束马县锋，纷纭腾突，谷静山空。”
- 张预《十七史百将传》：“孙子曰：‘威加于敌，则其交不得合。’奂使羌不得交通而败薁鞬。又曰：‘廉洁可辱。’奂正身洁己，而先零不能以货动。又曰：‘军扰者，将不重也。’奂坐帷讲诵而众心安是也。”
- 归有光：“张奂，北州之豪士，犹不能使之相信，而为羣阉所卖，吁，亦可悲矣！”
- 王世贞：“余读凉州三明传，若威明、然明皆廉节好让，有将帅材，着绩中外而皆不免为名使，威明尤好之甚。至自疏为党人，而上不之问，夫明哲保身者，固若是乎。大将军武、太傅蕃之有朝望，志除宦官，谁不忧之，岂有所征，而不知本谋者。然明亦不过于生死是非之际，一时不能决择耳，既成而始悔，辞爵不拜，追理武蕃之冤，末荐李膺王畅，以与阉宦伉。虽曰晚矣犹知有不远复者，纪明真将材也，当西羗之为梗。”
- 袁可立：“舍命豹袖之下，即独行安之，如张然明、皇甫义真（皇甫嵩）其人矣。张然明破诸羌，静幽并，耻为王曹所卖，发愤申陈窦之冤，卒不得为三公。皇甫义真荡黄巾，破梁州贼，征赴城门，赖其子坚寿以免，虽卒为三公，亦不大竟其志。”
- 王夫之《读通鉴论》：“张奂却羌豪之金马，而羌人畏服。为将者，能不受贼饵以受毙于贼者，鲜矣。岂特中国之盗贼哉？敌国之相攻，疆夷之相逼，而未尝不荐贿以饵边将。故或以孤军悬处危地而磐固自安，朝廷夸其坚悍有制寇之劳，乃不知香火之誓，馈问之往还，日相酬酢，而人莫之觉也。其事甚秘，其文饰甚密，迨其后知受其饵，欲求自拔而莫之能免。夫为将者，类非洁清自好独行之士，其能如奂之卓立以建大功者无几也，而朝廷何以制之哉？中枢不受贿以论功，司农不后时以吝饟，天子不吝赏以酬劳，庶有瘥乎！”“汉之末造，必亡之势也，而兵疆天下。张奂、皇甫规、段颎皆奋起自命为虎臣，北虏、西羌斩馘至百万级，穷山搜谷，殄灭几无遗种，疆莫尚矣。”
- 蔡东藩《后汉演义》：“张奂为北州豪杰，甘作阉党爪牙，罪无可恕；至妖异迭见，乃请改葬蕃武，朝谒太后，欲盖已往之愆，宁可得耶？”

## 家族成员

### 父親
- 张惇，曾任汉阳太守。

### 子嗣
- 長子張芝，字伯英，漢末書法家，曹魏书法家韦诞称他为“草圣”。
- 次子張昶，字文舒，為黃門侍郎。
- 三子張猛，字叔威，後亦為武威太守。

## 動漫作品
- 《蒼天航路》（王欣太）:於初期登場，因被十常侍瞞騙下錯殺陳蕃，被時任洛陽北都尉的曹操找到，交出陳蕃奏表後欲自殺為曹操制止，曹操遷至頓丘縣令時留在洛陽保護亶公，黃巾起義時道出董卓有不軌之意，在征討黃巾時隨曹操軍出征[7]，在昆陽之役中單挑守將張曼成不敵而死，後來張曼成被夏侯惇殺死。

## 延伸阅读
[在维基数据编辑]
 《後漢書/卷65》，出自范晔《後漢書》
 《東觀漢記》
 在维基共享资源阅览影像